# 奈良県道194号椿井王寺線
奈良県道194号椿井王寺線（ならけんどう194ごう つばいおうじせん）は、奈良県生駒郡平群町から北葛城郡王寺町に至る一般県道である。

## 概要
生駒郡平群町大字椿井から北葛城郡王寺町元町1丁目に至る。

### 路線データ
- 起点：生駒郡平群町椿井（椿井交差点、国道168号交点）
- 終点：北葛城郡王寺町元町1丁目（新出合橋南詰交差点、国道25号交点）
- 総延長：2.7 km

## 路線状況

### 重複区間
- 奈良県道195号王寺三郷斑鳩線（生駒郡三郷町東信貴ケ丘1丁目・東信貴ヶ丘交差点 - 生駒郡三郷町勢野東1丁目）

### 道路施設

#### 橋梁
- 明治橋（大和川、生駒郡三郷町 - 北葛城郡王寺町）
- 出合橋（葛下川、北葛城郡王寺町）

## 地理

### 通過する自治体
- 奈良県
  - 生駒郡平群町 - 生駒郡三郷町 - 北葛城郡王寺町

### 交差する道路
| 交差する道路                             | 市町村名 | 市町村名 | 交差する場所    | 交差する場所              |
| ---------------------------------------- | -------- | -------- | --------------- | ------------------------- |
| 国道168号                                | 生駒郡   | 平群町   | 大字椿井        | 椿井交差点 / 起点         |
| 奈良県道195号王寺三郷斑鳩線 重複区間起点 | 生駒郡   | 三郷町   | 東信貴ケ丘1丁目 | 東信貴ヶ丘交差点          |
| 奈良県道236号信貴山線                    | 生駒郡   | 三郷町   | 勢野東4丁目     | 勢野東交差点              |
| 奈良県道195号王寺三郷斑鳩線 重複区間終点 | 生駒郡   | 三郷町   | 勢野東1丁目     |                           |
| 奈良県道156号王寺停車場線                | 北葛城郡 | 王寺町   | 久度3丁目       |                           |
| 国道25号                                 | 北葛城郡 | 王寺町   | 元町1丁目       | 新出合橋南詰交差点 / 終点 |

### 交差する鉄道
- 近鉄生駒線
- 関西本線

### 沿線
- 大和川
- JR西日本関西本線・桜井線・和歌山線・近鉄生駒線 王寺駅・近鉄田原本線 新王寺駅
- ニチアス王寺工場